# كوي وا فوتاجو دي واريكريناي
الحب لا يمكن تقسيمه على تؤام (باليابانية : 恋は双子で割り切れない ، تٌنطق باليابانية : كوي وا فوتاجو دي واريكيريهناي و تترجم حرفيًا : الحب لا يمكن تقسيمه من قبل التوأم") و هي عبارة عن سلسلة انمي و مانغا و رويات خفيفة يابانية من تأليف و كتابة شيهون تاكامورا و رسم ألمايك. بدأ نشرها لأول مرة في شهر مايو من عام 2021 تحت بصمة النشر دينجي بونكو التابعة لشركة آسكي ميديا وركس ، و تم إصدار خمسة مجلدات من الرواية اعتبارًا من شهر مارس لعام 2023 . و تم تحويل الرواية الخفيفة لمانغا مصورة مستندة على نفس أحداث رواية شيهون تاكامورا و رسوم المانغاكا أوكاري و تم نشرها في مجلة كوميك ديينغي دايوه "ج " التابعة لشركة آسكي ميديا وركس في شهر أبريل لعام 2022 و تم جمع الفصول في مجلدين تانكوبون اعتبارًا من يوليو 2023. و تقرر أن يُعرض الأنمي لأول مرة في اليابان في 10 يوليو 2024 كـأنيمي متلفز من إنتاج أستديو رول 2.

## القصة
تدور أحداث القصة حول غون شيروساكي الذي انتقلت عائلته للسكن بجوار عائلة غينجوغي و ذلك عندما كان في السادسة من عمره . منذ ذلك الحين و يقطن بجانبهم الآن هم في للصف الأولى الثانوية ، و كلا العائلتين على علاقة طيبة ، و الأختين التوأم و غون نشئوا معًا كما أنهم لو كانوا عائلة واحدة .
رومي ، هي فتاة صبيانية وعذراء ، وناوري ، الأخت الصغرى التي تتمتع بطبيعة لطيفة . لكن بدأت الأختين بمرور الوقت تقعان في حب غون مما يؤدي لعدة مواقف كوميدية و رومانسية

## الشخصيات
غون شيروساكي (باليابانية : 白崎 純 تُنطق باليابانية : شيلوساكي غون)
أداء صوتي: شوغو ساكاتا

رومي غينجوغي (باليابانية : 神宮寺 琉実 يُنطق باليابانية : غينجوغي لومي)
أداء صوتي: كونومي كوهارا (صوت الدراما) ، مويها نوتشيموتو (أنمي)

ناوري غينجوغي (باليابانية : 神宮寺 那織 يُنطق باليابانية : غينجوغي ناولي)
أداء صوتي: أوي كوغا (صوت الدراما)، مآيا أوتشيدا (الأنمي)

تويوشيجي موريواكي (باليابانية : 森脇 豊茂 تُنطق باليابانية : موليواكي تويوشيجي)
أداء صوتي: كاتسومي فوكوهارا

ريرا أسانو (باليابانية : 浅野 麗良 يًنطق باليابانية : أسانو ليلا)
أداء صوتي: ميساكي إيكيدا

ريريسو كاميداكي (باليابانية : 亀嵩 璃々須 يُنطق باليابانية : كاميداكي ليليسو)
أداء صوتي: يوكو أونو

## الرواية خفيفة
الرواية الخفيفة من تأليف شيهون تاكامورا و من رسوم ألمايك ، بدأ نشرها لأول مرة في 8 من شهر مايو من عام 2021 تحت بصمة النشر دينجي بونكو التابعة لشركة آسكي ميديا وركس ، و تم إصدار خمسة مجلدات من الرواية اعتبارًا من شهر مارس لعام 2023 .

### قائمة مجلدات الرواية الخفيفة
| ترتيب المجلد | تاريخ النشر  | الرقم التعريفي الدولي للكتاب |
| 1            | 8 مايو 2021  | ISBN 978-4-04-913732-3       |
| 2            | 6 أغسطس 2021 | ISBN 978-4-04-913941-9       |
| 3            | 8 يناير 2022 | ISBN 978-4-04-914140-5       |
| 4            | 8 يوليو 2022 | ISBN 978-4-04-914461-1       |
| 5            | 10 مارس 2023 | ISBN 978-4-04-914821-3       |

## المانغا
تم تحويل الرواية الخفيفة لمانغا مصورة مستندة على نفس أحداث رواية شيهون تاكامورا و رسوم المانغاكا أوكاري و تم نشرها في مجلة كوميك ديينغي دايوه "ج " التابعة لشركة آسكي ميديا وركس في 27 من شهر أبريل لعام 2022 و تم إطلاق المجلد الأول في 25 نوفمبر 2022 و تم جمع الفصول في مجلدين تانكوبون اعتبارًا من يوليو 2023.

### ترتيب مجلدات المانغا
| ترتيب المجلد | تاريخ النشر    | الرقم التعريفي الدولي للكتاب |
| 1            | 25 نوفمبر 2022 | ISBN 978-4-04-914735-3       |
| 2            | 26 يوليو 2023  | ISBN 978-4-04-915163-3       |

## أنيمي
و تقرر أن يُعرض الأنمي لأول مرة في اليابان في 10 يوليو 2024 كـأنيمي متلفز مشترك بين أستديو رول 2 و أستديو إنفينتي . و ذلك في العدد الذي تم إطلاقه بمناسبة الذكرى الثلاثين لأطلاق مجلة دينغي بونكو في 15 يوليو 2023. حيث عمل موتوكي ناكانيشي كمخرج للعمل ، و ميتشيكو يوكوتي ككاتب لسيناريو و الحوار ، ماي واتانابي تعمل على تصميم الشخصيات ، وكانا أوتاتاني لتؤلف الموسيقى التصويرية .  و أشترت شبكة AT-X و غيرها من الشبكات حقوق عرض الأنمي في اليابان .  والشارة الإفتتاحية هي (パラレルなハート ، و التي تعني بالعربية : القلب الموازي) أداء مآيا أوتشيدا ، و شارة النهاية هي Honey Citron و التي تعني بالعربية "عسل بالليمون" أداء مويها نوتشيموتو و مآيا أوتشيدا. 